# Samuel Dobroslav Štefanovič
Samuel Dobroslav Štefanovič (19. srpna 1822 Banská Bystrica – 25. listopadu 1910 Kremnica) byl slovenský revolucionář, pedagog, národní buditel, publicista a redaktor. Používal pseudonymy: Dobromil, Ivanov, Očitý svedok, Pravoľub, Samo, setník Ivanov, Sine ira et studio, Starec Theolog, Starý Zvolenčan, Števo. V roce 1975 byly převezeny jeho ostatky na Národní hřbitov v Martině.

## Život
Studoval na nižším gymnáziu v Banské Bystrici, pokračoval v Gemeru. Byl jedním ze studentů bratislavského evangelického gymnázia, kteří ho v roce 1844 spolu s Ludvíkem Štúrem demonstrativně opustili. V roce 1844 se v Liptovském Svatém Mikuláši stal spoluzakladatelem spolku Tatrín.
V letech 1847–1848 byl profesorem na nižším gymnáziu v Banské Bystrici. V roce 1848 byl notářem Měšťanského vzdělávacího spolku v Banské Bystrici. Během maďarské revoluce 1848–1849 se zapojil do vojenské dobrovolnické výpravy proti revolučním maďarským košutovským silám upírajícím nemaďarským národům Uherska veškerá práva na autonomii a jako jediný Slovák byl dobrovolnickým povstaleckým kapitánem (velitelem setniny). Patřil k iniciátorům memorandového shromáždění v roce 1861.
Byl představitelem radikálního křídla slovenských národních sil v revolučním hnutí. Jako panslavista byl pronásledován. Rozvíjel myšlenky utopického socialismu. Byl autorem politických a literárně-kritických článků i recenzí.
Od roku 1872 se věnoval publicistice, ve které zastával levicové názory. V roce 1887 založil vlastní časopis Světlo.

## Dílo
- Slovenské povstanie z roku 1848 – 1849 (Tatran Brat. 1988, pôv. vyd. Trnava 1886)
- Naša politika, Liptovský Mikuláš, 1906